# Bulgarian Juniors
Das Bulgarian Juniors (auch Bulgarian Junior International genannt) ist im Badminton eine offene internationale Meisterschaft von Bulgarien für Junioren und neben den Bulgarian Junior Open das bedeutendste internationale Juniorenturnier in Bulgarien. Austragungen sind seit 2009 dokumentiert.

## Sieger
| Saison | Herreneinzel            | Dameneinzel                    | Herrendoppel                                    | Damendoppel                                           | Mixed                                |
| ------ | ----------------------- | ------------------------------ | ----------------------------------------------- | ----------------------------------------------------- | ------------------------------------ |
| 2009   | Andrew Gilliland        | Neslihan Kılıç                 | Ramazan Öztürk Emre Vural                       | Neslihan Kılıç Neslihan Yiğit                         | Ramazan Öztürk Özge Toyran           |
| 2010   | Ramazan Öztürk          | Neslihan Yiğit                 | Gennadiy Natarov Artem Pochtarev                | Anastasia Chervyakova Mariya Korobeynikova            | Gennadiy Natarov Yuliya Kazarinova   |
| 2011   | Emre Lale               | Ebru Tunalı                    | Andrey Dolotov Alexandr Zinchenko               | Olga Morozova Natalia Rogova                          | Ivan Rusev Gabriela Stoeva           |
| 2012   | Jonathan Dolan          | Stefani Stoeva                 | Russell Muns Robin Tabeling                     | Gabriela Stoeva Stefani Stoeva                        | Bastian Kersaudy Anne Tran           |
| 2013   | Fabian Roth             | Luise Heim                     | Johannes Pistorius Marvin Seidel                | Alida Chen Cheryl Seinen                              | Marvin Seidel Yvonne Li              |
| 2014   | Toma Junior Popov       | Kader İnal                     | Ronan Guéguin Alexandre Hammer                  | Kader İnal Fatma Nur Yavuz                            | Rodion Alimov Alina Davletova        |
| 2015   | Daniel Nikolov          | Julie Dawall Jakobsen          | Bjarne Geiss Jan Colin Völker                   | Kader İnal Fatma Nur Yavuz                            | Philip Seerup Ditte Søby Hansen      |
| 2016   | Kittipong Imnark        | Julie Dawall Jakobsen          | Pakin Kuna-Anuvit Natthapat Trinkajee           | Natchpapha Chatupornkarnchana Sanicha Chumnibannakarn | Rodion Alimov Alina Davletova        |
| 2017   | Ruttanapak Oupthong     | Chasinee Korepap               | Paw Eriksen Mads Thøgersen                      | Bengisu Erçetin Nazlıcan İnci                         | Thom Gicquel Vimala Hériau           |
| 2018   | Georgii Karpov          | Anastasiia Shapovalova         | Christopher Grimley Matthew Grimley             | Bengisu Erçetin Nazlıcan İnci                         | Georgii Karpov Anastasiia Kurdyukova |
| 2019   | Georgii Karpov          | Samiya Imad Farooqui           | William Jones Brandon Yap                       | Aditi Bhatt Tanisha Crasto                            | Edwin Joy Shruti Mishra              |
| 2020   | abgesagt                | abgesagt                       | abgesagt                                        | abgesagt                                              | abgesagt                             |
| 2021   | Enogat Roy              | Yasmine Hamza                  | Hasan Berkay Günbaz Nurullah Saraç              | Kirsten de Wit Jaymie Laurens                         | Taha Emirhan Budak Yasemen Bektaş    |
| 2022   | Eakanath Kitkawinroj    | Sarunrak Vitidsarn             | Patcharakit Apiratchataset Eakanath Kitkawinroj | Anyapat Phichitpreechasak Sarunrak Vitidsarn          | Adam Šulc Klára Šilhavá              |
| 2023   | Adith Karthikeyan Priya | Saranporn Sombutwatthananukool | Burak Çeşitcioğlu Arda Öz                       | Hathaithip Mijad Huzwaney Momin                       | Buğra Aktaş Sinem Yıldız             |
| 2024   | Bharath Latheesh        | Kaloyana Nalbantova            | Buğra Aktaş Mehmet Can Töremiş                  | Aysu Arslan Defne Ilgin Koçak                         | Buğra Aktaş Sinem Yıldız             |
| 2025   | Lee Yu-jui              | Tonrug Saeheng                 | Chen Hung-ming Tsai Cheng-han                   | Chang Yun-jung Wang Li-hsuan                          | Chen Hung-ming Chang Yun-jung        |